# Danserskorna (skulptur)

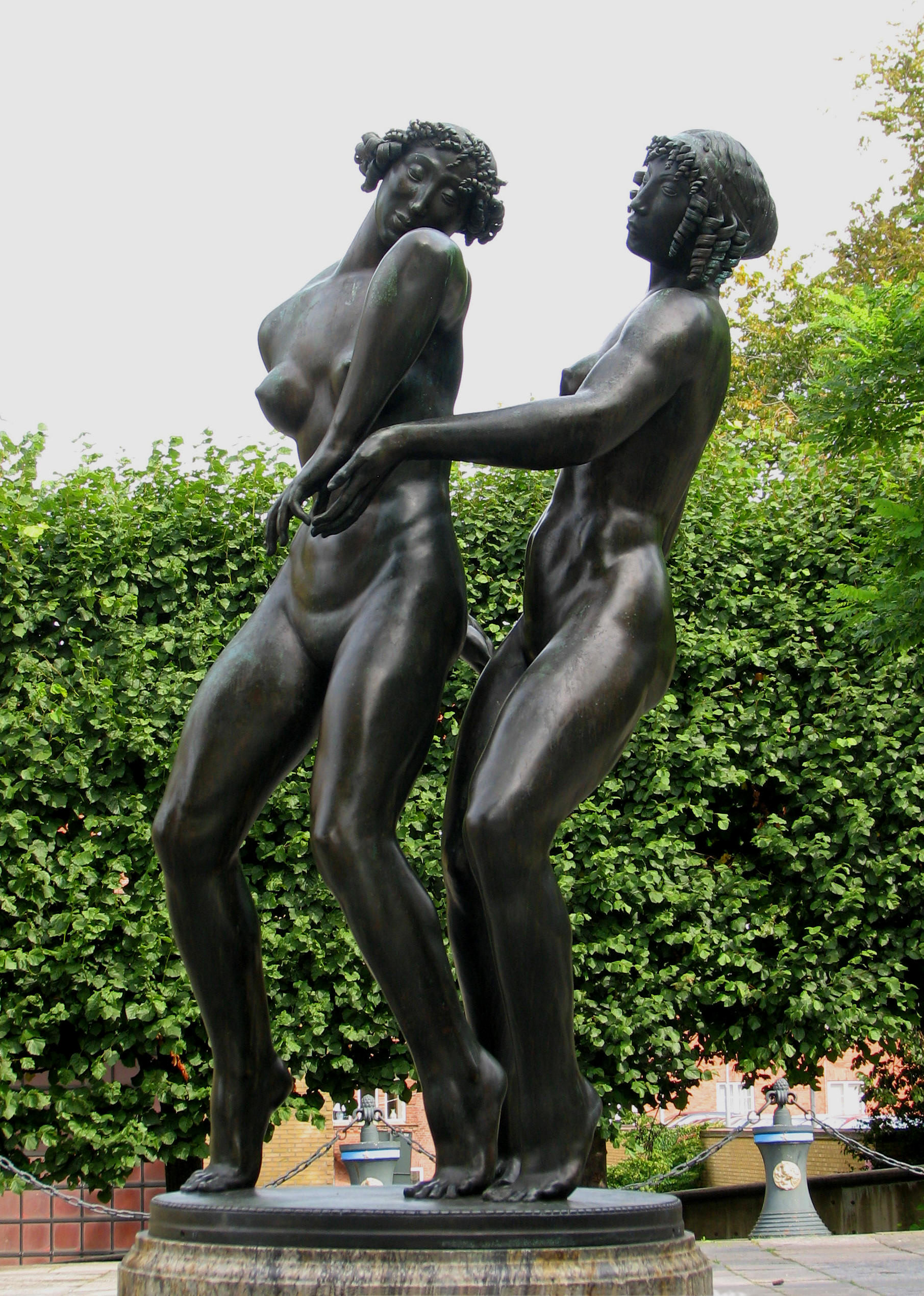
Danserskorna

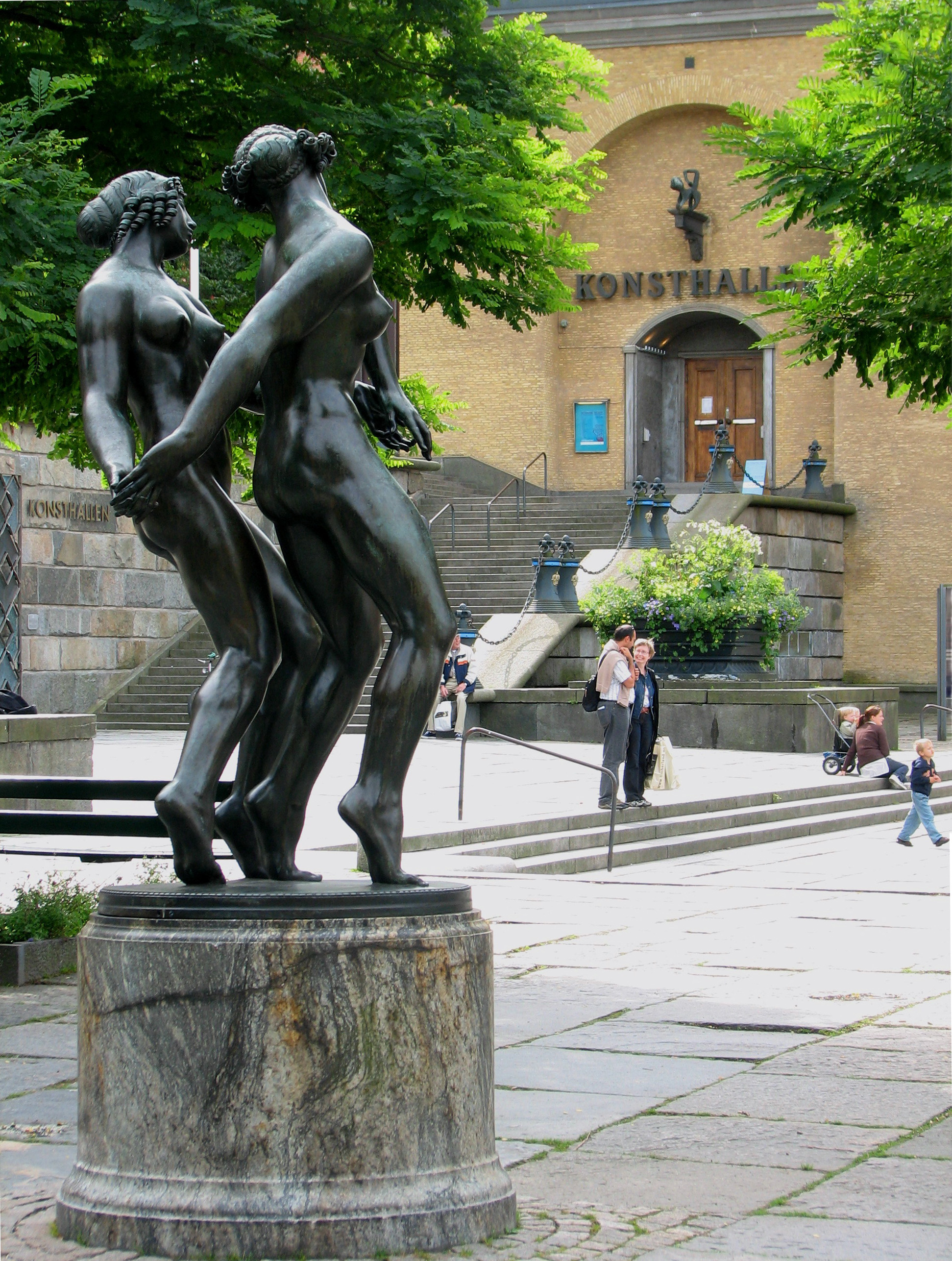
Danserskorna

Danserskorna är en skulpturgrupp i brons utförd av Carl Milles. Det 196 centimeter höga konstverket är placerat på  Götaplatsens östra terrass. Det fullbordades 1915 i Herman Bergman Konstgjuteri i Stockholm och inköptes av en privatperson, A. Fagerström. Denne skänkte verket 1923 till det då, inför Jubileumsutställningen, nyuppförda Konstmuseet. 
År 1952 fick gruppen sin nuvarande plats på Götaplatsens östra terrass. Den var en tid även placerad inne i skulpturhallen på Göteborgs konstmuseum. Ytterligare exemplar finns i skulpturparken vid Norrköpings konstmuseum, på Skytteholm i Ekerö kommun, i Mjölby vid stadshuset, på Millesgården på Lidingö och i Cranbrook Educational Community i USA.